# 김영주 (배우)
김영주(1974년 1월 30일 ~ )은 대한민국의 뮤지컬 배우이다. 